# Бончо Балабанов (генерал-майор)
Вижте пояснителната страница за други личности с името Бончо Балабанов.
Бончо Калинов Балабанов е български офицер (генерал-майор), инспектор на артилерията през Балканската война (1912 – 1913).

## Биография
Бончо Балабанов е роден на 7 юли 1859 г. в Хасково. Завършва Априловската гимназия в Габрово и католическата гимназия в Одрин. През март 1878 г. се създава командата на волноопределяющите се и той постъпва там като доброволец. Служи в 1-ва рота на Учебния батальон на Източнорумелийската милиция. По-късно, когато отваря врати Военното училище в София, Бончо Балабанов постъпва в първия му випуск. Завършва през ноември 1879, произведен е в чин подпоручик и зачислен в 9-а пеша дружина. На 9 юли 1881 г. в произведен в чин поручик, а на 7 март 1884 г. в чин капитан.

### Сръбско-българска война (1885)
През Сръбско-българската война (1885) капитан Балабанов е командир Румелийската полубатарея, част от Търново-Сейменския отряд, назначен със заповед №4 от 9 септември 1885. 
След войната от 1886 до 1892 година е командир на 3-ти артилерийски полк, след което е назначен за помощник на началника на артилерията, като на 22 юни 1893 година е назначен за началник на артилерията, на който пост служи до 12 май 1905, като през 1895 г. длъжността е преименувана в инспектор на артилерията. На 1 април 1887 г. е произведен в чин майор, 2 август 1891 г. в чин подполковник, на 2 август 1895 г. в чин полковник. От 5 май 1895 г. е председател на артилерийския комитет до 1907 г., когато излиза в запас, като междувременно на 8 ноември 1900 г. е произведен в чин генерал-майор. След уволнението си от служба става член на управителния съвет на току-що формираното „дружество на офицерите от запаса“.

### Балканска война (1912 – 1913)
През Балканската война (1912 – 1913) генерал Балабанов отново е извикан под бойните знамена и служи като Инспектор на артилерията.
През 1923 г. се създава списание „Артилерийски преглед“ в което генерал Балабанов публикува множество статии.
Генерал-майор Бончо Балабанов умира на 26 януари 1936 г. в София.

## Военни звания
- Прапоршчик (10 май 1879)
- Подпоручик (1 ноември 1879, преименуван)
- Поручик (9 юли 1881)
- Капитан (7 март 1884)
- Майор (1 април 1887)
- Подполковник (2 август 1891)
- Полковник (2 август 1895)
- Генерал-майор (15 ноември 1900)

## Награди
- Княжеский орден „Св. Александър“ II, III и IV степен
- Народен орден „За военна заслуга" II степен
- Медал „За участие в Сръбско-българската война 1885“
- Медал „Кръст за възшествието на Княз Фердинанд I 1887“
- Oрден „Такова" II степен (Сърбия)
- Орден „Лъв и слънце“ I степен (Персия)
- Орден „Св. Станислав“ I степен (Руска империя)
- Oрден „Почетен легион“ (Франция)